# Nakao Yoshitaka
Nakao Yoshitaka est un artiste graveur japonais du XXe siècle, né en 1911 dans la Préfecture d'Ehime et mort en 1994.

## Biographie
Après avoir étudié les techniques de gravure en autodidacte, Nakao Yoshitaka reçoit une récompense au Salon de l'Académie nationale de peinture ((Kokugakai) en 1949 puis une autre pour l'anniversaire de la fondation de cette même Académie, en 1956.
En 1962, il participe à la Biennale internationale de l'estampe à Tokyo et par trois fois, il est édité par l'Association internationale de la gravure de New York.
Il est aussi membre de l'Association japonaise de gravure et du (Kokugakai).
Jusqu'en 1955, ses gravures sont tirées sur des blocs de ciment.